# فلیکس تکوش
فلیکس تکوش (آلمانی: Felix Tekusch; ۱۱ مهٔ ۱۸۸۹ – ۲۱ مهٔ ۱۹۱۶) بازیکن فوتبال اهل اتریش بود.
وی همچنین در تیم ملی فوتبال اتریش بازی کرده‌است.